# Eric Topol
Eric J. Topol (nacido en 1954) es cardiólogo, genetista e investigador en medicina digital estadounidense. Antes de trabajar en Scripps en 2006, Topol fue Presidente de Medicina Cardiovascular en la clínica Cleveland (1991-2005) y fundó el Cleveland Clinic Lerner College of Medicine. Topol fue uno de los primeros investigadores en cuestionar la seguridad cardiovascular de Rofecoxib (Vioxx), lo cual acabó retirando el fármaco del mercado de manera definitiva. La defensa del tema en cuestión por parte de Topol desembocó en lo que el New York Times describió como un «conflicto inusualmente público» con la dirección de la clínica Cleveland acerca de los vínculos entre la institución académica y el sector farmacéutico, lo cual, en última instancia, provocó la salida de Topol de la clínica después de que se suprimiera el puesto administrativo de máximo responsable del programa académico de la institución que ocupaba.
Topol es el fundador y director del Scripps Translational Science Institute en La Jolla, California. También desempeña el puesto de director académico para el Scripps Health, de profesor de Genómica en el Centro de Investigación Scripps, y de consultor senior en el Departamento de Enfermedades Cardiovasculares de la clínica Scripps. Es redactor jefe de Medscape y de theheart.org. En 2012, publicó un libro titulado The Creative Destruction of Medicine («La destrucción creativa de la medicina»), en el que examinó el impacto de las revoluciones tanto genómica como inalámbrica en el sistema sanitario. En 2013, hizo una aparición en The Colbert Report en la que examinó al presentador Stephen Colbert utilizando varios de los dispositivos incluidos en su libro. Su libro más reciente The Patient Will See You Now («El paciente le verá ahora»), publicado en 2015, explora cómo los teléfonos inteligentes, los macrodatos y la tecnología se están combinando para democratizar la atención sanitaria.
En 2016, Topol recibió una subvención de 207 millones de dólares de los National Institutes of Health (Institutos Nacionales de la Salud) para liderar una parte importante de la Precision Medicine Initiative (Iniciativa de Medicina de Precisión), un programa de investigación potencial de un millón de estadounidenses.

## Investigación y formación
La carrera investigadora de Topol ha abarcado dos áreas principales: el desarrollo clínico de nuevos fármacos y dispositivos, y la genómica. Topol fue el pionero en el desarrollo de numerosos medicamentos utilizados a diario en la práctica médica, incluidos el activador tisular del plasminógeno, Plavix, Angiomax y ReoPro. Ha dirigido ensayos clínicos en todo el mundo en más de 40 países con más de 200 000 pacientes (fue el primero de la serie de ensayos GUSTO). Su trabajo en la genómica de los ataques al corazón ha llevado al descubrimiento de genes claves (como es el caso de la eliminación del factor potenciador específico de miocito 2A o de las variantes de la trombospondina), con el que ganó el reconocimiento a los 10 mejores avances científicos por la American Heart Association en 2001 y en 2003. Tiene más de mil publicaciones originales revisadas por pares y ha editado más de treinta libros, incluidos el Textbook of Interventional Cardiology (Elsevier, sexta edición), y el Textbook of Cardiovascular Medicine (Lippincott Williams & Wilkins, tercera edición).
Se formó en la Universidad de Rochester (escuela de Medicina), la Universidad de California, en San Francisco, (Medicina interna) y en la Universidad Johns Hopkins (Cardiología). Topol fue profesor titular de la Universidad de Míchigan durante seis años. A los 36 años, Topol fue nombrado Presidente de Medicina Cardiovascular en la clínica Cleveland, donde se le atribuye ampliamente el liderazgo de su programa cardiovascular con el puesto más alto de Estados Unidos. En 2002, fundó el Cleveland Clinic Lerner College of Medicine y, en 2003, se convirtió en profesor de Genética en la Universidad Case Western Reserve, puesto que combinó con su nombramiento principal en la clínica Cleveland.
Topol se retiró del Cleveland Clinic Lerner College of Medicine en 2006 después de la eliminación del puesto de director académico, y continuó con su labor de profesor de Genética en la Universidad Case Western Reserve. Más tarde, fue reclutado por Scripps Health y el Centro de Investigación Scripps a finales de 2006 para desempeñar el puesto de director académico y de profesor de Genómica Traslacional. En 2009, Topol trabajó con Gary y Mary West para crear el West Wireless Health Institute —un proyecto que se hizo realidad gracias a su don filantrópico—, líder en el desarrollo, la validación y la aceleración de la Medicina Inalámbrica.

## Genética y Genómica
En la Universidad de Virginia, Topol redactó su tesis de bachillerato en 1975 titulado Prospects for Genetic Therapy in Man («Perspectivas de la terapia genética en el hombre») —centrada en genética— y se licenció con matrícula de honor. Durante su formación en la Universidad Johns Hopkins, participó en el caso del primer paciente al que le administraron el activador tisular del plasminógeno en 1984, una proteína genéticamente modificada; aunque no abrió el primer banco dedicado al gen cardiovascular en la clínica Cleveland hasta 1996. Este esfuerzo llevó a muchos descubrimientos en la genética de las enfermedades cardiovasculares, incluida la identificación de genes claves que guardan una relación con los infartos. Tal y como mencionamos anteriormente, los informes de la supresión de las variantes de la trombospondina y del factor potenciador específico de miocitos 2A fueron reconocidos por la American Heart Association como uno de los diez mejores avances en 2000 y en 2004. Fue el investigador principal de la subvención National Institutes of Health Specialized Centers of Clinically Oriented Research (SCCOR) que versaba sobre la genómica de los ataques al corazón y que le llevó a recibir un premio de 17 millones de dólares en 2005. Su trabajo en genética fue reconocido por el Colegio de Cardiología de los Estados Unidos con el premio a la mejor conferencia y el premio Simon Dack en 2005, así como por la por la Sociedad Europea de Cardiología con el premio a la mejor conferencia y el premio Andreas Gruentzig en 2004. Al cambiar a Scripps en 2006, comenzó el programa Scripps Genomic Medicine y reclutó a un gran equipo para progresar en el ámbito de la Medicina Individualizada con enfoques genómicos.El grupo creó el Scripps Translational Science Institute, actualmente conformado por los doctores Steven Steinhubl, Ali Torkamani, y Nathan Wineinger.
Además, cuenta con múltiples proyectos financiados por los Institutos Nacionales de la Salud (NIH en inglés) sobre la genómica del cáncer, del envejecimiento, de enfermedades cardiovasculares, de la farmacogenómica y de la diabetes. El hecho de reunir a científicos e investigadores clínicos de Scripps Health y del Scripps Research Institute junto con investigadores del Instituto Salk, del Instituto Sanford-Burnham, del San Diego Supercomputer Centery y del Hospital Infantil de Filadelfia le brinda una posición muy relevante. Desde 2007, Scripps Genomic Medicine y el Scripps Translational Science Institute llevan a cabo un importante programa llamado Future of Genomic Medicine («El futuro de la medicina genómica»), que atrae a varios cientos de médicos clínicos y científicos. En 2009, Topol consiguió que Scripps fuera el primer centro en conseguir realizar el genotipado de rutina de los pacientes sometidos a stent para las variantes del gen CYP2C19, el principal gen implicado en el metabolismo de Plavix. El primer estudio potencial a gran escala de la genómica del consumidor, conocido como la Scripps Genomic Health Initiative, se completó en 2010. Asimismo, en 2010, creó la Association for Genomic Medicine («Asociación de Medicina Genómica») que se dedica a la formación de médicos en genómica.

## Medicina inalámbrica
Topol participó en la Medicina Inalámbrica desde su creación. Fue el primer médico del CardioNet’s Medical Advisory Board en 1999, la primera empresa dedicada a la medicina inalámbrica que efectúa el seguimiento continuo y en remoto del ritmo de los electrocardiogramas. En 2007, se incorporó al Consejo de Sotera Wireless que desarrolló el primer dispositivo de monitorización continua no invasiva de la presión sanguínea, que también recoge todas las constantes vitales. En 2008, creó un nuevo programa educativo con Qualcomm y Scripps Health para la capacitación de médicos en medicina inalámbrica. Se trata de un programa académico clínico de dos años llamado STSI Wireless Health Scholar. En el congreso International Wireless CTIA de 2009, pronunció el discurso de apertura sobre salud inalámbrica, siendo la primera vez que este tema fue objeto de una sesión plenaria de la CTIA (Inauguración de 2009 de la CTIA). Asimismo en 2009, desempeñó el puesto de cofundador con Gary y Mary West en la creación del West Wireless Health Institute, dedicado a promover la atención sanitaria y a reducir los costes a través de soluciones inalámbricas innovadoras; y es el vicepresidente y director de Innovación de dicho Instituto. En TEDMED, presentó los rápidos progresos que se están haciendo en este campo. Además, a principios de 2010, Topol dictó una conferencia de medicina inalámbrica en el Consumer Electronic Show (Inauguración del CES en 2010). Dirigió la primera prueba de Informes de GE con el dispositivo Vscan-GE, un dispositivo de imagen de ultrasonido de bolsillo con alta resolución, introducido en los EE. UU. en 2010 (The doctor Will “e“ you now) y lidera en la actualidad ensayos clínicos sobre el control del ritmo cardíaco y la insuficiencia cardíaca a través de la monitorización por dispositivos inalámbricos.

## Vioxx
Topol ganó importancia como el primer investigador médico por el hecho de haber planteado la cuestión de la seguridad de Rofecoxib (Vioxx). Topol fue muy crítico con la gestión de la seguridad de Vioxx por parte de Merck. En 2004, la redacción del New York Times escribió que «Merck terminó por reconocer la verdad [sobre los riesgos cardiovasculares del fármaco], pero solo por accidente». Topol también es autor de un artículo en el New England Journal of Medicine, en el que argumenta que «ni Merck ni la FDA cumplieron con sus responsabilidades para con el público» y anima a una «revisión completa por parte del Congreso» de la situación.
En 2004, Bethany McLean cuestionó en Fortune los posibles conflictos financieros de interés de Topol. Informó de que Topol actuó en calidad de asesor científico de un fondo especulativo que se benefició sustancialmente de la venta corta de las existencias de Merck, que se desplomó debido a las inquietudes que Topol había dado a conocer sobre Vioxx. Topol negó haber anticipado información al fondo especulativo y cortó consecuentemente sus vínculos con la industria al donar la totalidad de dichos ingresos a la caridad. En un comentario de 2005 en JAMA, Topol señaló que estas acusaciones eran un ejemplo de las complicaciones que los médicos pueden experimentar al asociarse con el sector inversor y reiteró que «no existía un verdadero conflicto de intereses en aquel caso».
En noviembre de 2005, Topol fue citado en una demanda judicial colectiva contra Merck. Declaró que Vioxx suponía un «riesgo extraordinario» y que Raymond Gilmartin, antiguo Director Ejecutivo de Merck, se había puesto en contacto con el Jefe del Consejo de la clínica Cleveland para presentar una queja sobre el trabajo de Topol en Vioxx. Dos días después, Topol fue informado de que se había suprimido el cargo de director académico en la clínica de Cleveland, y dejó de ser el decano del Cleveland Clinic Lerner College of Medicine, que había fundado en su momento. La clínica describió el momento como coincidencia.[Falta página] El New York Times describió la degradación de Topol como parte de una «controversia inusualmente pública» entre Topol y el director ejecutivo de la clínica Cleveland, Delos Cosgrove, y declaró que las críticas de Topol a Merck se habían centrado en la vigilancia y la crítica de los profundos lazos duraderos entre la clínica y las industrias farmacéuticas y del dispositivo médico.

## Distinciones
- En 1993 se le concedió el Premio Ig Nobel de Literatura
- Topol fue seleccionado como una de las doce «estrellas del rock de la ciencia» por GQ y la Fundación Geoffrey Beene en 2009.[25]
- Fue elegido para el American Society for Clinical Investigation, la Association of American Physicians y la Johns Hopkins Society of Scholars.
- En 2004, fue elegido para formar parte del Institute of Medicine de la National Academy of Sciences.[26]
- Fue nombrado Doctor de la Década por la Institute for Scientific Information por ser uno de los diez investigadores médicos más citados.
- En 2011, Topol recibió la medalla Hutchinson de la Universidad de Rochester y además pronunció el discurso de bienvenida para la Escuela de Medicina y Odontología.
- En 2012, Modern Healthcare clasificó a Topol como el médico ejecutivo más influyente de los Estados Unidos.[27]